# Platyrhacus bouvieri
Platyrhacus bouvieri är en mångfotingart som beskrevs av Henri W. Brölemann 1896. Platyrhacus bouvieri ingår i släktet Platyrhacus och familjen Platyrhacidae. Inga underarter finns listade i Catalogue of Life.